# Police française

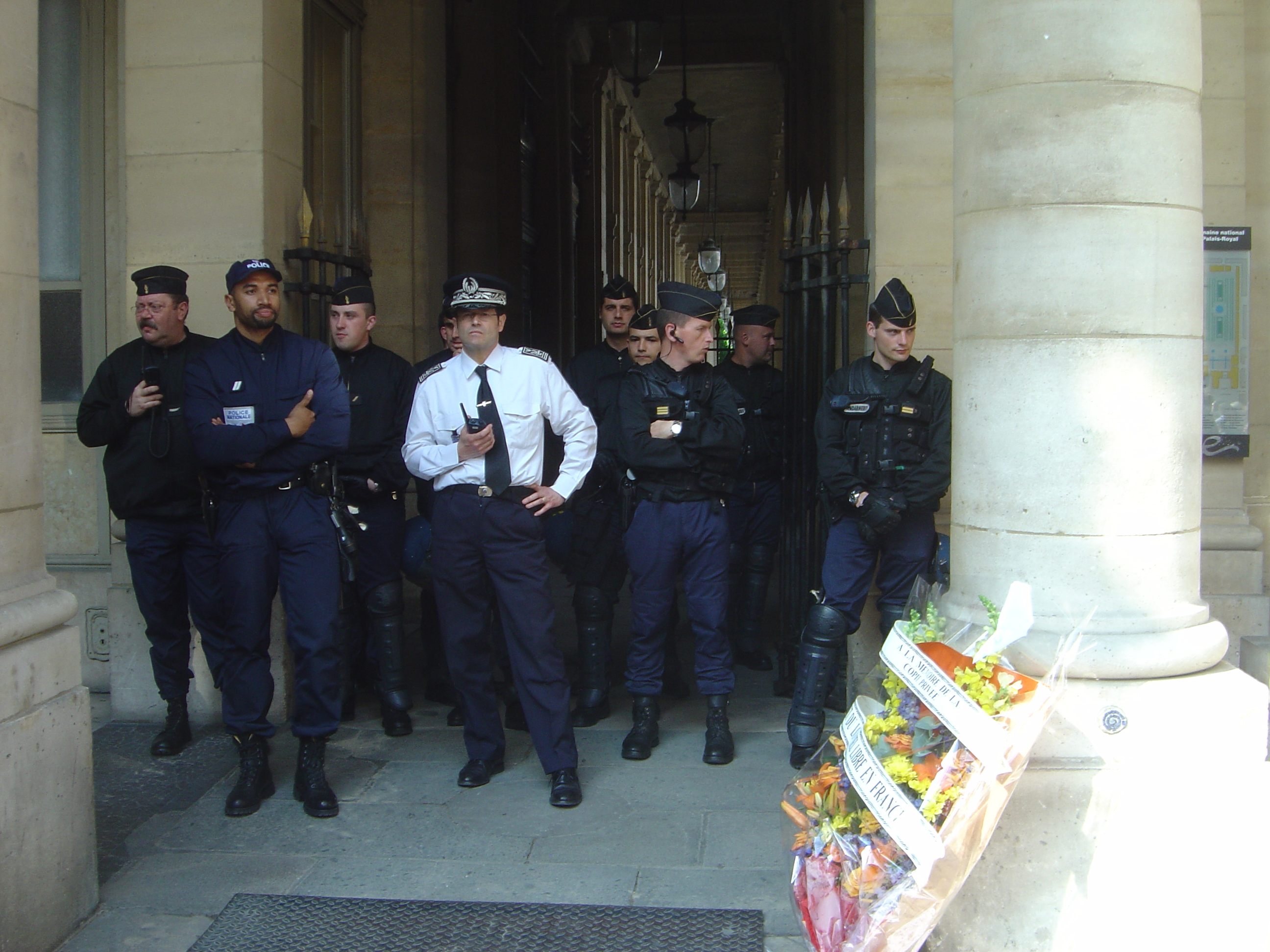
Surveillance du ministère de la Culture par des policiers et des gendarmes pendant une manifestation.

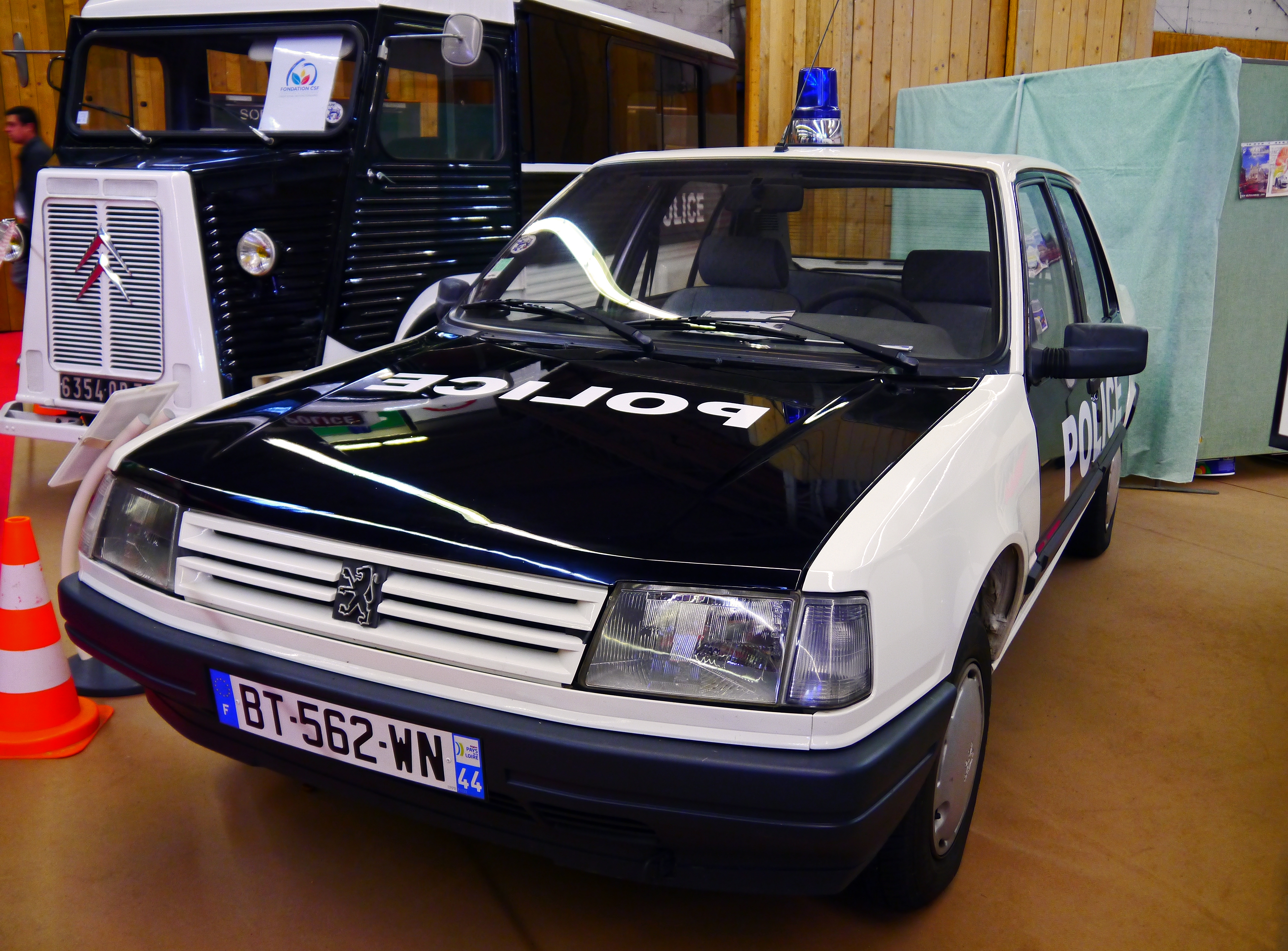
Deux anciens véhicules des forces de police française.

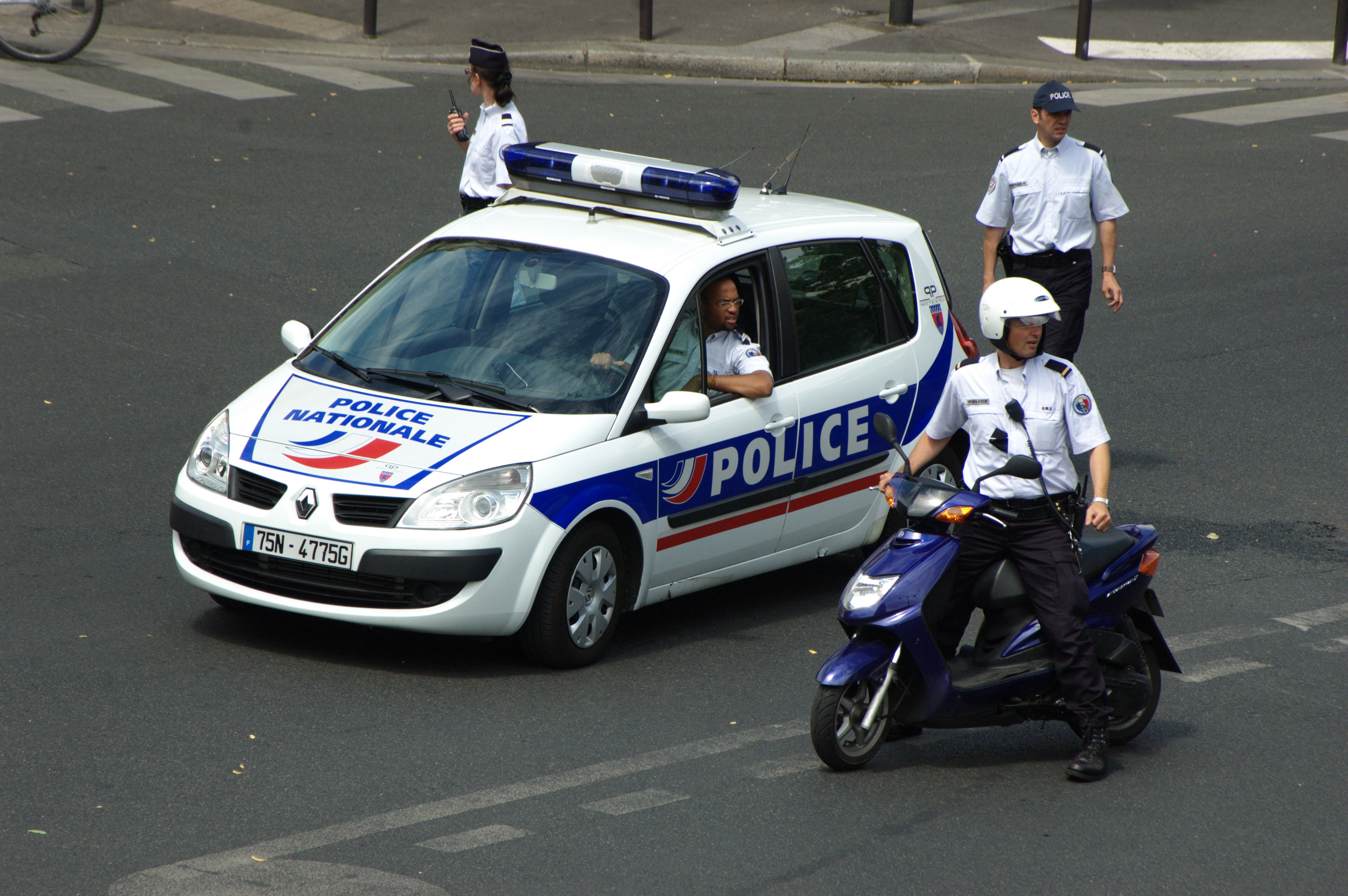
Forces de police surveillant une manifestation.

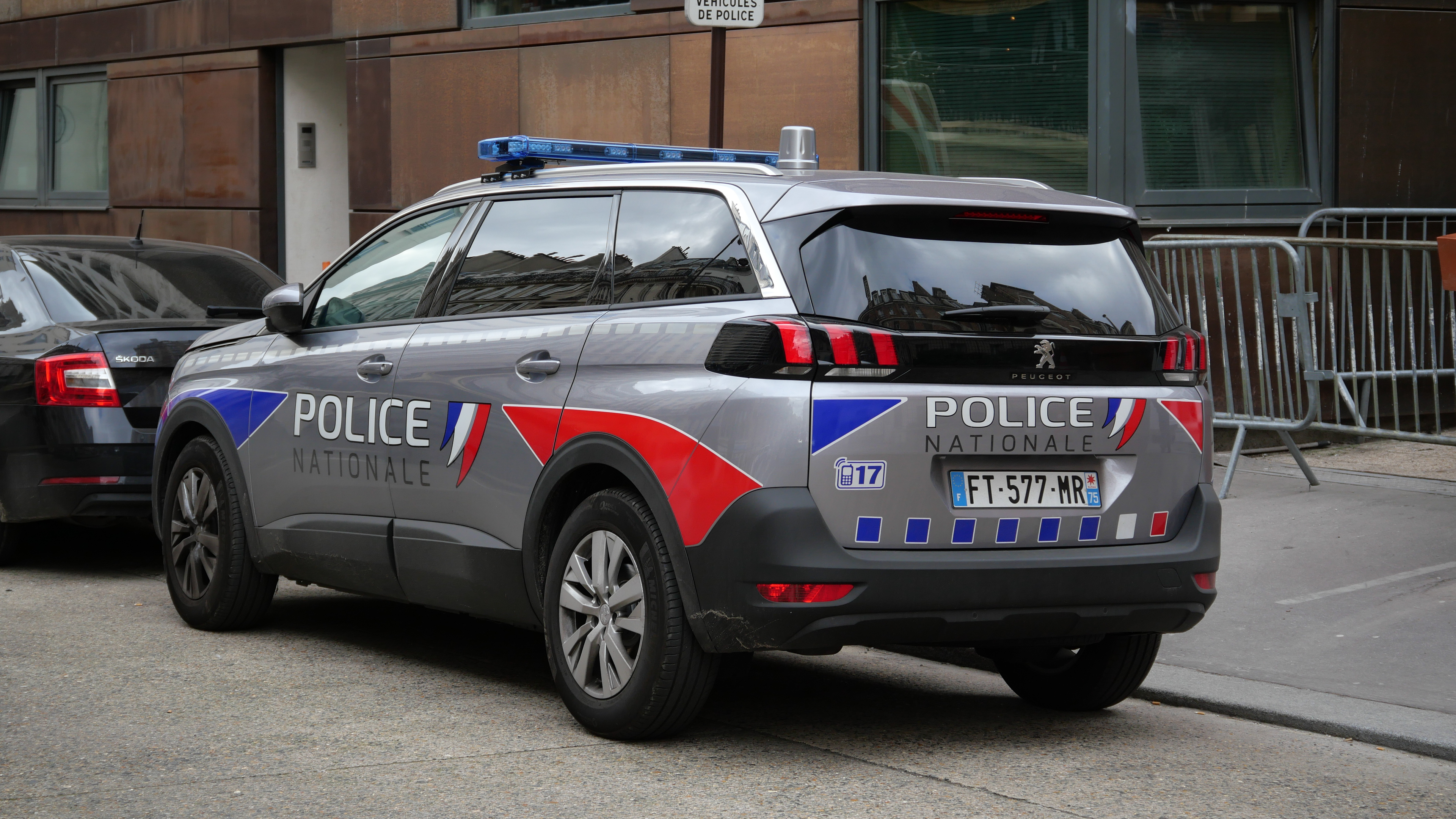
Véhicule de patrouille.

La police française est une institution régalienne en charge d'assurer en France, la sécurité des personnes, des biens et de maintenir l'ordre public en faisant appliquer la loi. 
Les forces de l'ordre (communément appelées « la police ») sont les agents (civils et militaires) qui exercent cette fonction.

## Attribution
Le rôle de la police française est défini à l'article 12 de la Déclaration des droits de l'homme et du citoyen du 26 août 1789 :

## Composante
En France, il existe trois types de police :
- la police nationale : civile et nationale,
- la police municipale : civiles et territoriales, parmi laquelle la police rurale (garde champêtre),
- la gendarmerie nationale : militaire et nationale.

### Police nationale et gendarmerie nationale
En France, les forces de maintien de l'ordre comprennent les effectifs de la police nationale et de la gendarmerie nationale. Formés en école qui allie théorie et pratique, les policiers nationaux et gendarmes ont pour mission le maintien de l'ordre public et la recherche des infractions, principalement judiciaires, énumérées dans le code pénal.
Au sein de ces services hiérarchisés par des grades administratifs, une hiérarchie judiciaire attribue à chaque représentant de la force des compétences particulières, conformément au code de procédure pénale. On distingue ainsi les agents de police judiciaire et agents de police judiciaire adjoints et les officiers de police judiciaire.

### Police municipale

#### Agent de police
Le policier municipal est un fonctionnaire territorial placé sous l'autorité du maire et du procureur de la République. Il travaille en coordination avec les services de la police nationale ou de la gendarmerie nationale.
Le rôle de la police municipale est d’améliorer la qualité de vie des personnes en travaillant en lien avec les administrés pour faire respecter les règles de bonne conduite[évasif], veiller au maintien de "l'ordre public" et réduire le sentiment d’insécurité. Ils participent à la lutte contre les incivilités mais aussi contre la petite et moyenne délinquance.
Le policier municipal est un agent de police judiciaire adjoint. Sans préjudice de l'obligation de rendre compte au maire qu'ils tiennent de l'article 21, l'agent de police municipale rende compte immédiatement à tout officier de police judiciaire de la police nationale ou de la gendarmerie nationale territorialement compétent de tous crimes ou délits dont ils ont connaissance.

#### Garde champêtre
Le garde champêtre est un agent chargé de fonction de police judiciaire. Il est spécialement désigné à la police rurale. Il recherche et constate les délits et contraventions portant atteintes aux propriétés et à l'environnement. Il est placés sous l'autorité du Maire et du Procureur de la République. Ils peuvent procéder à des actes d'enquêtes comme les inspecteurs de l'environnement de l'Office français de la biodiversité.
Le 25 juillet 2020, Le Premier ministre Jean Castex annonce le début d'une expérimentation sur l'« extension des compétences de la police municipale », insistant sur le renforcement de l'action de « proximité ». Quelque temps auparavant, Anne Hidalgo avait promis avant les élections municipales parisiennes la mise en place d'une police municipale, Paris étant l'une des dernières villes à ne pas avoir sa propre police municipale.

### Police ferroviaire
Il existe trois services spécialisés chargés de la sécurité des transports ferroviaires en France.
- La sûreté ferroviaire rattachée à la Société nationale des chemins de fer français (SNCF), assure la sécurité de l’ensemble du réseau férré national,
- Le groupe de protection et de sécurité des réseaux (GPSR ou « sûreté RATP ») assure la sécurité du réseau francilien de la Régie autonome des transports parisiens (RATP).

Ces deux branches, bien que non rattachées directement au ministère de l'intérieur mais respectivement à la SNCF et la RATP peuvent intervenir en flagrant délit peu importe les circonstances.
Enfin, la police nationale dispose du Service national de la police ferroviaire.

## Histoire
La police de la Ve République s'inscrit dans une histoire centenaire, au dernier rang de laquelle compte la police du régime de Vichy, dont elle est la continuation.

## Effectifs
La police nationale compte, en 2011, 101 655 policiers dans le corps d'encadrement et d'application. Le reste étant composé des officiers et commissaires, respectivement corps de commandement et corps de conception et de direction, des policiers administratifs, techniques et scientifiques, des ouvriers d'État et des policiers adjoints[réf. nécessaire].
La gendarmerie (effectifs civil compris) serait un peu au-dessus de 100 000[réf. nécessaire].
| Groupe policier   | 2020    | 2021   | 2022   | 2023   |
| ----------------- | ------- | ------ | ------ | ------ |
| Police nationale  | 149 058 |        |        |        |
| Gendarmerie       | 100 000 |        |        |        |
| Police municipale | 33 467  | 34 966 | 36 731 | 37 626 |

La police municipale compte 28 677 agents de police en 2023.
| Catégorie       | 2020   | 2021   | 2022   | 2023   |
| --------------- | ------ | ------ | ------ | ------ |
| Agent de police | 24 221 | 25 757 | 27 525 | 28 677 |
| ASVP            | 8 126  | 8 068  | 8 097  | 7 864  |
| Garde champêtre | 701    | 679    | 657    | 602    |
| Maître-chien    | 419    | 462    | 452    | 483    |

## Budget
| Groupe policier   | Budget 2020 |
| ----------------- | ----------- |
| Police nationale  | 13,8 md,    |
| Gendarmerie       | 9,8 md,     |
| Police municipale |             |
| Total             | 23,6 md     |

Les budgets des polices municipales sont individuels et sont régis par la dotation globale de fonctionnement (DGF)[source détournée].

## Blessés et morts en service
Selon une étude de 2019 publié par l'Observatoire national de la délinquance et des réponses pénales (ONDRP) produit à partir de données recensées par les services du ministère de l’Intérieur, 10 790 agents sont blessés « en mission » en 2018, en hausse de 16 % pour la police et de 13 % pour la gendarmerie. Concernant l'ensemble des forces de l'ordre, le nombre total des blessés « en mission » et « en service » s’élève à 20 306 en 2018. Toujours selon l'ONDRP, le nombre de décès d'agents en 2018 progresse avec 14 fonctionnaires décédés en service : 7 lors d’opérations ou de missions de police et 7 durant les heures de service ou sur le trajet domicile-travail,.

## Controverses

### Racisme institutionnel
Maguy Moravie, maître de conférences associée en sociologie à l'Université des Antilles, considère que depuis l'affaire Adama Traoré, davantage de familles de victimes dénoncent un racisme systémique de la police française, mais que leurs propos rencontrent un déni systématique au sein du débat public. Cependant, en juillet 2023, en pleines émeutes consécutives à la mort de Nahel Merzouk, un sondage YouGov commandé par Le HuffPost indique que pour 19 % des Français, le racisme est largement répandu chez les policiers (48 % estiment qu'il existe effectivement, mais à la marge). Dans Contretemps, « Revue de critique communiste », Jérémie Gauthier soutient qu'au sein de la police française elle-même, le déni de tout racisme individuel coexiste avec la reconnaissance d'une « tentation raciste » liée à la structure de la profession.
Pour Fabien Jobard, qui reprend l'hypothèse formulée par l’historien Emmanuel Blanchard, le lien historique de la police française avec l'Empire colonial français pourrait expliquer un racisme systémique au sein de la police française.

### Violences et accusations d'impunité
En 2009, Amnesty International évoque le comportement de la police française dans un rapport intitulé « France, des policiers au-dessus des lois », l'organisation affirme que les forces de l'ordre bénéficient d'une certaine impunité et se plaint de « l'existence d'un racisme institutionnalisé au sein des organes chargés de l'application des lois en France »,.
Lors des manifestations contre la réforme des retraites en 2010, des témoignages et un constat dénoncent les méthodes de la police française qui aurait reçu l'ordre de se déguiser en casseurs afin de faire accuser faussement et ainsi d'interpeller des manifestants.
Les journalistes sont fortement exposés aux violences policières. Ainsi, en couvrant les manifestations du mouvement des Gilets jaunes en 2018 et 2019, des dizaines de reporters, vidéastes et photographes sont touchés par des tirs de lanceurs de balles de défense, y compris au visage, ou ont reçu des coups de matraque et des jets de grenades. Ils présentent des blessures diverses : fractures, côtes cassées, brûlures et hématomes, etc. Entre le 17 novembre 2018 et le 17 mai 2019, 54 journalistes sont blessés par les forces de police, dont 12 sérieusement, selon un décompte réalisé par Reporters sans frontières.
Laurent Bonelli, journaliste et maître de conférences en science politique, indique que lors d'un entretien avec un haut responsable des forces de maintien de l’ordre, celui-ci insistait sur le caractère relationnel de la violence, déclarant : « C’est nous, l’institution, qui fixons le niveau de violence de départ. Plus la nôtre est haute, plus celle des manifestants l’est aussi ». Pour Laurent Bonelli, « ces stratégies et ces dispositifs musclés sont également encouragés par la plupart des élus, qui y voient l’occasion d’affirmer une fermeté jugée politiquement payante. Quitte à s’exonérer ensuite de la responsabilité de la violence en l’attribuant aux seuls « casseurs », avec la complaisance intéressée des médias, toujours friands d’images d’affrontements et de destructions ».

## Noms communs

### Synonyme
La langue française comprend de nombreux synonymes pour désigner la police.
Un policier est surnommé en argot : poulet, poulaga, perdreau, flic, keuf (flic en verlan = keu-fli), coch (cochon), bœu (bœuf), schmidt, vache, dek, lardu (prononcé en région lyonnaise), condé (surtout employé dans le sud de la France), bleus (référence à leurs uniformes), shtars, la maison Poulardin ou Poulaga, la maison Parapluie ou Bourremann, la maison J't'arquepince, cogne… Le terme pandore, pour les gendarmes, est un peu passé de mode.
Pour ce qui est de la police des polices (IGPN) leur surnom est « les bœuf-carotte », probablement parce qu'ils laissent « mijoter leurs collègues à petit feu ».
À la fin des années trente, les policiers cyclistes sont surnommés les hirondelles parce qu'ils circulaient avec des vélos « Hirondelle » provenant de la fabrique Manufrance. Ils portaient la casquette et la pèlerine qui leur donnaient une silhouette bien reconnaissable.
À la même époque, le fourgon cellulaire de police, aux fenêtres grillagées était surnommé « le panier à salade ».

### Hyponymes
Les différents services sont souvent appelés par leur diminutif ou abréviation : la « Crim’ » ou la crime pour la brigade criminelle, les « stups » pour la brigade des stupéfiants, la « BAC » pour la brigade anti-criminalité, ou la « BRB » pour Brigade de répression du banditisme. La Brigade de répression de l'action violente motorisée (Brav-M) crée en 2019 étant la dernière en date à être passée dans le langage courant.